# Matěj Ščerba
Matěj Ščerba (* 9. Dezember 1998 in Ústí nad Labem) ist ein tschechischer Leichtathlet, der sich auf den Stabhochsprung spezialisiert hat.

## Sportliche Laufbahn
Erste internationale Erfahrungen sammelte Matěj Ščerba im Jahr 2016, als er bei den U20-Weltmeisterschaften in Bydgoszcz ohne eine Höhe in der Qualifikationsrunde ausschied. Im Jahr darauf belegte er bei den U20-Europameisterschaften in Grosseto mit übersprungenen 5,10 m den neunten Platz und 2019 verpasste er bei den Halleneuropameisterschaften in Glasgow mit 5,35 m den Finaleinzug. Im Juli gelangte er bei den U23-Europameisterschaften in Gävle mit 5,10 m auf Rang zwölf. 2024 wurde er bei den Europameisterschaften in Rom mit 5,65 m Zehnter, ehe er bei den Olympischen Sommerspielen in Paris mit 5,40 m in der Qualifikationsrunde ausschied.  Im Jahr darauf verpasste er bei den Halleneuropameisterschaften in Apeldoorn mit 5,45 m den Finaleinzug.
2024 wurde Ščerba tschechischer Meister im Stabhochsprung im Freien sowie 2022, 2024 und 2025 in der Halle.